# Charlotte Sidén
Charlotte Justina Sidén, född Wikström 15 juli 1847 i Skellefteå församling, Västerbottens län, död 27 september 1928 i Skellefteå stadsförsamling, Västerbottens län, var en svensk politiker och modist. Hon var verksam inom rösträttsföreningen och blev den första kvinnan att väljas in i Skellefteå stadsfullmäktige. Hon drev också sin egen butik. 

## Biografi
Sidén var dotter till Nils Wikström som drev handelsbod och dennes maka. Hon hade fem helsyskon och två halvsyskon på moderns sida. 
Som 15-åring tog hon arbete hos en apotekare i Piteå stad som bedrev nipperhandel. Vid 18 års ålder resten hon led ett segelfartyg till Stockholm där hon utbildade sig till modist. Hon återvände till Skellefteå 1866 eller 1867 och öppnade då sin egen butik för modevaror och sybehör, Mode- & Tapisseriaffär Ch. Sidén.
Hon gifte sig senare med Johan Teodor Bernadotte Sidén, son till Johan Sidén, varefter butiken togs över av Sidéns syster. I äktenskapet föddes de tre barnen Carl, Lotty och Anna. År 1897 tog hon åter över ansvaret för butiken som senare överläts till hennes dotter Anna Sidén. Dottern avled 1960.
Sidén var politiskt aktiv och vice ordförande i Föreningen för kvinnans politiska rösträtt i Skellefteå som grundades 1907. År 1911 blev hon den första kvinnan att väljas in i Skellefteå stadsfullmäktige där hon var invald i tre år.
Charlotte Sidén avled vid 81 års ålder den 27 september 1928. Hon är begravd på Skellefteå landsförsamlings kyrkogård.